# اکسس
اکسس (انگلیسی: Access) شرکت نرم‌افزار ژاپنی است، که در سال ۱۹۷۹ تأسیس شد.